# Gebardo di Lahngau
Gebardo, in tedesco Gebhard, (fl. IX secolo) fu conte di Niederlahngau, nella bassa valle del fiume Lahn che sfocia nel Reno. Fu il progenitore della stirpe dei Corradiani, discendente degli Agilolfingi/Geroldini.

## Origine
Figlio primogenito del conte d'Orleans, Oddone I, e della sua seconda moglie, la sorella di Adalardo il Siniscalco, Engeltrude, figlia del conte di Fezensac, Liutardo (?- dopo l'812), che era uno dei conti guasconi di Ludovico il Pio, re d'Aquitania e di Grimilde. Da parte di madre forse discendente di Carlo Martello.

## Biografia
Nell'845, Gebardo, definito, nel documento datato 31 marzo, un collaboratore devoto e fedele del re, ricevette una donazione dal re dei Franchi orientali, Ludovico II il Germanico.
Secondo gli Annales Fuldenses, nell'861, i suoi due figli, Uto e Berengario contemporaneamente al loro zio materno, Ernesto, conte di Nordgau, della stirpe degli Ernestini furono privati dei loro onori dal re dei Franchi Orientali, Ludovico II il Germanico. Allora insieme ad un terzo fratello di nome, Waldo, si recarono presso Carlo il Calvo.
In due passi degli Annales Bertiniani, viene confermata la parentela di Gebardo con Adalardo il Siniscalco: infatti nell'861, dopo aver ricordato che i figli di Gebardo (definiti i nipoti di Ernesto, conte di Nordgau) erano stati esiliati dal regno dei Franchi Orientali da Ludovico II il Germanico, narra che con il loro parente Adalardo (zio della regina, in quanto moglie di Carlo il Calvo, Ermetrude, sorella di Gebardo) si recarono da Carlo il Calvo che li accolse elargendo loro degli onori; poi, nell'865, quando ricorda che Adalardo era stato creato marchese di Neustria contro i Vichinghi, dal re dei Franchi Occidentali, Carlo il Calvo, riferisce anche che i figli di Gebardo, Uto e Berengario definiti parenti del suddetto Adalardo, furono privati dei loro titoli in quanto non si erano battuti contro i Normanni.
Non si conosce la data esatta della morte di Gebardo.

## Matrimonio e discendenza
Gebardo sposò la sorella di Ernesto, conte di Nordgau, della stirpe degli Ernestini, che gli diede cinque figli:
- Werner († dopo il 4 gennaio 877), conte di Colonia;
- Udo († dopo l'879), fu conte di Lahngau. Da lui discesero i Corradiani;
- Berengario († dopo l'879), fu conte di Hessengau;
- Waldo († dopo l'879), monaco, fu abate di San Massimino a Treviri;
- Bertoldo († dopo il 2 ottobre 883), nell'869 fu eletto arcivescovo di Treviri.

## Ascendenza
|                        |                  |                      | Genitori |  |  | Nonni |  |  | Bisnonni            |  |  | Trisnonni |  |
|                        |                  |                      |          |  |  |       |  |  | Geroldo di Vintzgau |  |  | …         |  |
|                        |                  |                      |          |  |  |       |  |  | Geroldo di Vintzgau |  |  | …         |  |
|                        |                  | …                    |          |  |  |       |  |  | Geroldo di Vintzgau |  |  |           |  |
| Adriano d'Orléans      |                  |                      |          |  |  |       |  |  | Geroldo di Vintzgau |  |  |           |  |
|                        |                  | Emma d'Alemannia     | Hnabi    |  |  |       |  |  |                     |  |  |           |  |
|                        |                  | Emma d'Alemannia     | Hnabi    |  |  |       |  |  |                     |  |  |           |  |
|                        |                  | Emma d'Alemannia     | …        |  |  |       |  |  |                     |  |  |           |  |
| Oddone d'Orléans       |                  | Emma d'Alemannia     |          |  |  |       |  |  |                     |  |  |           |  |
|                        |                  | Lamberto di Hornbach | …        |  |  |       |  |  |                     |  |  |           |  |
|                        |                  | Lamberto di Hornbach | …        |  |  |       |  |  |                     |  |  |           |  |
|                        |                  | Lamberto di Hornbach | …        |  |  |       |  |  |                     |  |  |           |  |
| Waldrada d'Orléans     |                  | Lamberto di Hornbach |          |  |  |       |  |  |                     |  |  |           |  |
|                        |                  | …                    | …        |  |  |       |  |  |                     |  |  |           |  |
|                        |                  | …                    | …        |  |  |       |  |  |                     |  |  |           |  |
|                        |                  | …                    | …        |  |  |       |  |  |                     |  |  |           |  |
| Gebardo di Lahngau     |                  | …                    |          |  |  |       |  |  |                     |  |  |           |  |
|                        | Begone di Tolosa | Gerardo I di Parigi  |          |  |  |       |  |  |                     |  |  |           |  |
|                        | Begone di Tolosa | Gerardo I di Parigi  |          |  |  |       |  |  |                     |  |  |           |  |
|                        | Begone di Tolosa | Rotrude              |          |  |  |       |  |  |                     |  |  |           |  |
| Leotardo II di Parigi  | Begone di Tolosa |                      |          |  |  |       |  |  |                     |  |  |           |  |
|                        |                  | Alpais               | …        |  |  |       |  |  |                     |  |  |           |  |
|                        |                  | Alpais               | …        |  |  |       |  |  |                     |  |  |           |  |
|                        |                  | Alpais               | …        |  |  |       |  |  |                     |  |  |           |  |
| Engeltrude di Fézensac |                  | Alpais               |          |  |  |       |  |  |                     |  |  |           |  |
|                        |                  | …                    | …        |  |  |       |  |  |                     |  |  |           |  |
|                        |                  | …                    | …        |  |  |       |  |  |                     |  |  |           |  |
|                        |                  | …                    | …        |  |  |       |  |  |                     |  |  |           |  |
| Grimilde               |                  | …                    |          |  |  |       |  |  |                     |  |  |           |  |
|                        |                  | …                    | …        |  |  |       |  |  |                     |  |  |           |  |
|                        |                  | …                    | …        |  |  |       |  |  |                     |  |  |           |  |
|                        |                  | …                    | …        |  |  |       |  |  |                     |  |  |           |  |
|                        |                  | …                    |          |  |  |       |  |  |                     |  |  |           |  |

### Fonti primarie
- (LA)  Monumenta Germanica historica, tomus II.
- (LA)  Annales Bertiniani.
- (LA)  Annales Fuldenses; sive, Annales regni Francorum orientalis ab Einhardo, Ruodolfo, Meginhardo ....
- (LA)  Monumenta Germaniae Historica, Diplomata Regum Germaniae ex Stirpe Karolinorum, tomus I.
- (LA)  Nithardus, Historiae.

### Letteratura storiografica
- René Poupardin, Ludovico il Pio, in «Storia del mondo medievale», vol. II, 1999, pp. 558–582
- René Poupardin, I regni carolingi (840-918), in «Storia del mondo medievale», vol. II, 1999, pp. 583–635